# Mesnois
Mesnois ist eine französische Gemeinde im Département Jura in der Region Bourgogne-Franche-Comté.

## Geographie
Mesnois liegt auf 460 m, etwa 13 Kilometer südöstlich der Stadt Lons-le-Saunier (Luftlinie). Das Bauerndorf erstreckt sich im Jura, in der Senke der Combe d’Ain, westlich des Flusslaufs des Ain, am Fuß der Côte de l’Heute, die hier vom Château de Beauregard gekrönt wird.
Die Fläche des 11,47 km² großen Gemeindegebiets umfasst einen Abschnitt des französischen Juras. Die östliche Grenze verläuft im Bereich des Ain, teilweise entlang dem Flusslauf, teilweise auch östlich davon entlang von Altwasserläufen. Der Ain fließt hier mit mehreren Mäandern in einer breiten flachen Talaue von Norden nach Süden. Vom Flusslauf erstreckt sich das Gemeindeareal westwärts über die Ebene der Combe d’Ain (im Durchschnitt auf 450 m) bis auf die angrenzende, bewaldete Kette der Côte de l’Heute, auf der mit 703 m (Côte de Chatonnay) die höchste Erhebung von Mesnois erreicht wird. Im Bereich des Gemeindebodens von Mesnois wird diese Kette durch ein Klustal unterbrochen.
Zu Mesnois gehören neben dem eigentlichen Ort auch mehrere Weiler und Einzelhöfe, darunter:
- Thuron (455 m) in der Combe d’Ain
- Buron (478 m) am Fuß der Côte de l’Heute

Nachbargemeinden von Mesnois sind Blye im Norden, Charézier und Patornay im Osten, Pont-de-Poitte und Largillay-Marsonnay im Süden sowie Marnézia, Nogna und Publy im Westen.

## Geschichte
Verschiedene Funde, darunter Überreste einer Römerstraße, weisen darauf hin, dass das Gemeindegebiet von Mesnois bereits in gallorömischer Zeit besiedelt war. Erstmals urkundlich erwähnt wird der Ort im 12. Jahrhundert. Zusammen mit der Franche-Comté gelangte Mesnois mit dem Frieden von Nimwegen 1678 an Frankreich. Zu Gebietsveränderungen kam es 1815 mit der Eingemeindung von Buron und 1819 mit der Eingemeindung von Thuron. Beide Ortschaften bildeten vorher eigenständige Gemeinden.

## Bevölkerung
| Jahr                       | 1962 | 1968 | 1975 | 1982 | 1990 | 1999 | 2004 | 2019 |
| Einwohner                  | 154  | 158  | 144  | 166  | 171  | 154  | 179  | 177  |
| Quellen: Cassini und INSEE |      |      |      |      |      |      |      |      |

Mit 168 Einwohnern (Stand 1. Januar 2022) gehört Mesnois zu den kleinen Gemeinden des Départements Jura. Nachdem die Einwohnerzahl in der ersten Hälfte des 20. Jahrhunderts markant abgenommen hatte (1911 wurden noch 308 Personen gezählt), wurden seit Beginn der 1960er Jahre nur noch geringe Schwankungen verzeichnet.

## Wirtschaft und Infrastruktur

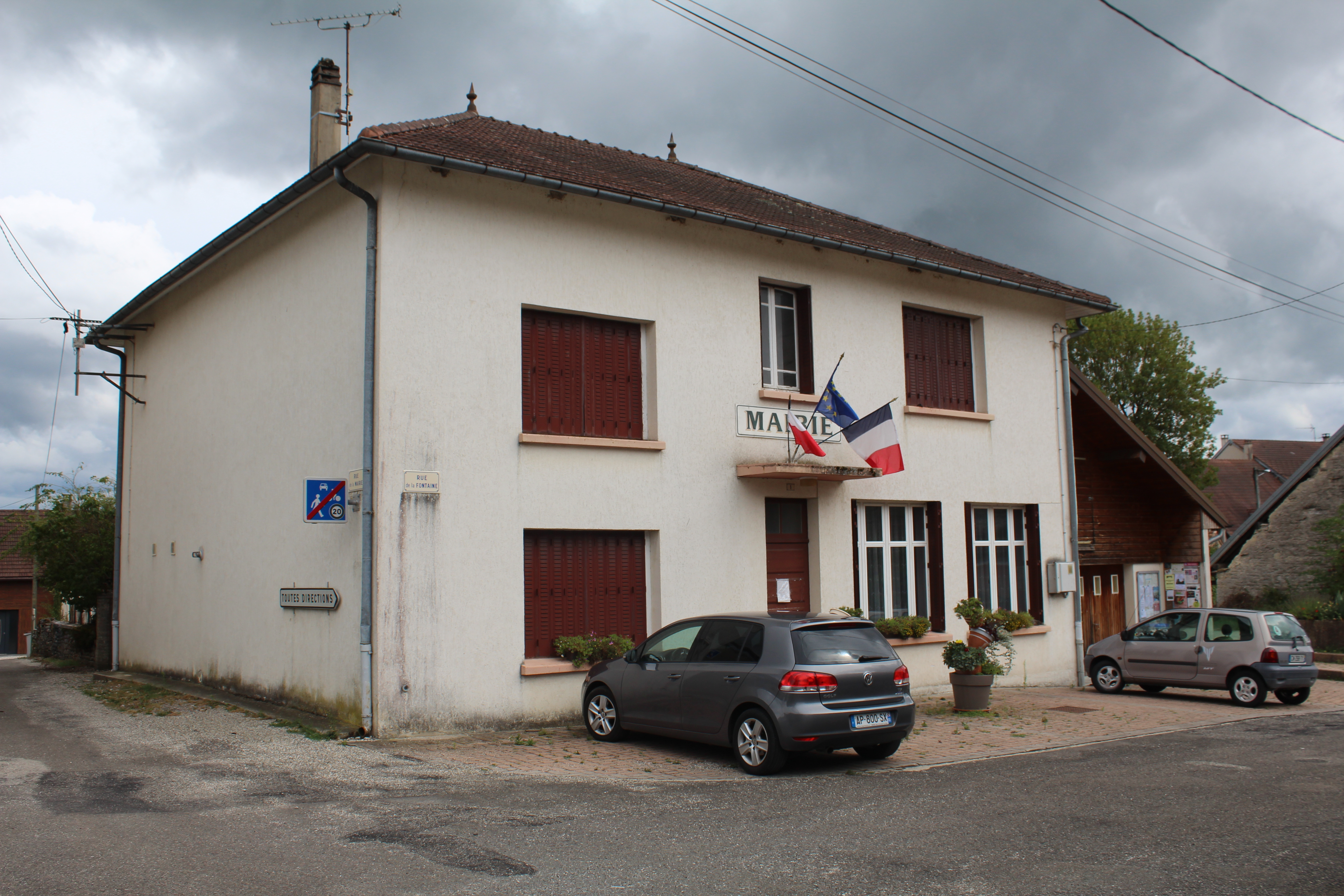
Mairie Mesnois

Mesnois war bis weit ins 20. Jahrhundert hinein ein vorwiegend durch die Landwirtschaft geprägtes Dorf. Daneben gibt es heute einige Betriebe des lokalen Kleingewerbes. Mittlerweile hat sich das Dorf auch zu einer Wohngemeinde gewandelt. Viele Erwerbstätige sind Wegpendler, die in den größeren Ortschaften der Umgebung ihrer Arbeit nachgehen.
Die Ortschaft liegt abseits der größeren Durchgangsstraßen, ist aber von der Hauptstraße N78, die von Lons-le-Saunier nach Saint-Laurent-en-Grandvaux führt, leicht erreichbar. Eine weitere Straßenverbindung besteht mit Blye.